# Mylonchus sigmaturus
Mylonchus sigmaturus är en rundmaskart som först beskrevs av Nathan Augustus Cobb 1917.  Mylonchus sigmaturus ingår i släktet Mylonchus, ordningen Mononchida, klassen Adenophorea, fylumet rundmaskar och riket djur. Inga underarter finns listade i Catalogue of Life.